# Порнография в Албании
Порнография в Албании не ограничена. Незаконным является только производство, доставка, реклама, импорт, продажа и публикация порнографических материалов лицам в возрасте до 18 лет. Детская порнография запрещена, но Албания не приняла законы против публикации, производства, доступа и распространения детской порнографии. Интернет-порнография легальна.

## Законность
Статья 117 Уголовного кодекса Албании гласит, что лица, распространяющие и/или публикующие детскую порнографию, могут быть оштрафованы или отправлены в тюрьму на два года. 
Правительство принимает меры по защите детей от сексуальной эксплуатации.

## Демография
Около 40% населения Албании моложе 25 лет, и около 750 000 детей младше 14 лет. Дети уязвимы перед коммерческой сексуальной эксплуатацией из-за недостаточной осведомлённости и образования, дискриминации меньшинств, повторяющегося домашнего насилия и практики детских браков, а также положения женщин в Албании, находящихся в подчинении у мужчин. Торговля детьми является проблемой; дети, особенно девочки, становятся жертвами торговли людьми.
Маленькие дети могут легко получить доступ к порнографии в интернете, а приложения для родительского контроля в Албании ограничены. Почти половина детей ежедневно смотрят порно, причём Facebook является одним из наиболее распространённых сайтов, на которых дети смотрят порно.

## Типы публикаций
Доступ к детской порнографии обычно осуществляется через мобильные телефоны, а распространение порнографических материалов обычно осуществляется через Bluetooth. Использование интернета становится всё более распространённым, но Албания отстаёт в повышении осведомлённости детей о безопасности интернета, хотя постепенно система образования повышает осведомлённость и предоставляет в школах информацию о безопасности интернета.